# Bombus friseanus
Bombus friseanus (saknar svenskt namn) är en insekt i överfamiljen bin (Apoidea) och släktet humlor (Bombus) som lever i Centralasien.

## Utseende
Drottningen är tämligen stor, 19 till 22 mm. De övriga kasterna är mindre: Arbetarna 10 till 16 mm, och hanarna 13 till 15 mm. Arten har ljusbruna vingar och en medellång tunga. Honorna har övervägande svart huvud (ansiktet kan dock ha en del gula hår), gul mellankropp med ett svart band mellan vingfästena, och åtminstone främsta tergiten gul. Den andra tergiten kan ha samma färg, men kan också vara brunt framtill och svart baktill. Hos drottningarna är den alltid svart. Den tredje tergiten är alltid svart, och resten av bakkroppen orangeröd. Hanarna är gula på huvud och mellankropp, dock med samma svarta band på den senare som honorna; på bakkroppen saknas nästan helt den svarta färgen, så att de två främsta tergiterna är gula, och resten röda (dock kan de ha en del svarta hår mot slutet av bakkroppen).

## Vanor
Humlan är vanlig i bergsterräng på höjder mellan 1 000 och 4 400 m. Arten samlar pollen och nektar från ett stort antal familjer som amaryllisväxter, korgblommiga växter som tistlar, solrosor och klippståndssläktet, katalpaväxter, strävbladiga växter, kaprifolväxter, fetbladsväxter som fetknoppar, väddväxter, bokväxter, gentianaväxter, irisväxter, kransblommiga växter likt sugor, hjärtstillor, syskor och salvior, ärtväxter, kräknötsväxter, fackelblomsväxter, rosväxter som hallonsläktet, dunörtsväxter, ranunkelväxter som stormhattar, vänderotsväxter samt flenörtsväxter likt spiror. Flygtiden varar mellan mitten av maj till slutet av september.

## Utbredning
Bombus friseanus finns från Tibet och i de kinesiska provinserna Sichuan, Gansu, Qinghai och Yunnan.